# Iampridem
Iampridem ist eine  von Papst Leo XIII. am 6. Januar 1886 veröffentlichte Enzyklika. Diese richtete er an das preußische Episkopat und behandelte die Frage „über den Katholizismus in Deutschland“.

## Historischer Hintergrund
Nachdem  Papst Leo XIII.  1878  den Päpstlichen Stuhl bestiegen hatte, signalisierte er die Bereitschaft zur Verständigung mit Preußen, er gedachte, die Beilegung des Kulturkampfs durch Verhandlungen mit Berlin zu erreichen. Dazu gehörte eine erste Maßnahme, die zur Wende führte: Der Papst stimmte der Anzeigepflicht für die Besetzung von Pfarreien zu. Der Kulturkampf begann sich in den Jahren 1880 bis 1887 langsam durch gegenseitige Eingeständnisse und Milderungsgesetze seitens Preußen zu mildern – dieses nahm der Papst zum Anlass, sich an das Episkopat in Preußen zu wenden.

## Zum Ende des Kulturkampfes
- Er äußert den schon lang gehegten Wunsch, zu den preußischen Bischöfen zu sprechen, besonders liege ihm der Katholizismus in Deutschland am Herzen, er lobt die bisher gezeigte Treue und Disziplin der Katholiken in Deutschland.
- Er beschreibt die Beweggründe seines verehrten Vorgängers Pius IX. und bedauert die Bedrängnisse und Gefahren, welcher die deutschen Katholiken ausgesetzt waren. Mit gegenseitiger Hingabe könnten die Konflikte abgemildert werden und deshalb sei es wichtig, in der Bildungsarbeit nicht nachzulassen.
- Er bezeichnet es ausdrücklich als seine Aufgabe, die Harmonie und den Frieden auf eine feste Grundlage zu stellen und erklärt seine Bereitschaft zur Wiederherstellung der guten Beziehungen.

## Aufruf an den preußischen Klerus
- Den Klerus ruft er zur aktiven Mitarbeit auf und verweist auf seine Enzyklika Immortale Dei, in der er das Verhältnis von Kirche und Staat auf die Ebene des Naturrechts stellt. Von diesen Richtlinien dürfe jedoch nicht abgewichen werden.
- Er erinnert weiterhin die Bischöfe daran, die Priesterseminare in diesem Sinne zu leiten und die Überwachung  der Priesterausbildung nicht zu vernachlässigen.
- In der Ausübung ihres Amtes dürften die Priester und Pastoren jedoch nicht von weltlichen Amtsträgern oder Zivilbehörden beeinflusst werden. Es gelte, die bestehenden Gesetze einzuhalten, wobei die Freiheit jedoch erhalten bleiben solle.
- Auch die katholische Missionsarbeit müsse in den von Preußen beabsichtigten Kolonialgegenden ihren freien und ungehinderten Zugang finden.
- Die abschließende Exhortatio weist auf die apostolische Bedeutung hin und unterstreicht, dass alle Bemühungen unternommen werden müssten, die „Kämpfe“ in Preußen zu beenden.